# Natural Bridge (Virginie)
Pour les articles homonymes, voir Natural Bridge.
Le Natural Bridge, aussi connu comme Natty B, est une arche naturelle dans le comté de Rockbridge en Virginie. Il est le résultat du creusement d'une gorge par le Cedar Creek, un petit affluent de la James River, dans la roche calcaire montagneuse.
L'arche mesure 66 mètres de hauteur avec une envergure de 27 mètres. Le site a été désigné Virginia Historic Landmark et National Historic Landmark.